# Tasemnice
Tasemnice (Cestoda) jsou třídou bezobratlých živočichů, patřící do kmene ploštěnci (Platyhelminthes), kteří žijí parazitickým způsobem života. Je známo zhruba 5000 druhů tasemnic, jež parazitují u všech skupin obratlovců, zejména pak ryb a paryb. Mají nepřímý vývojový cyklus, což znamená, že se vyvíjejí přes mezihostitele. Dospělé tasemnice u definitivního hostitele se nacházejí vždy ve střevě, larvální stadia u mezihostitelů se mohou nacházet v celé řadě orgánů.

## Popis

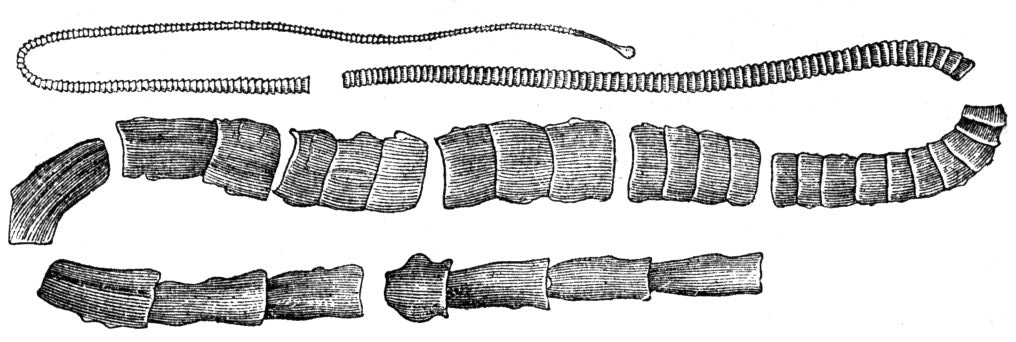
Kresba dospělé tasemnice rodu Taenia

Dospělá tasemnice se skládá z hlavičky (skolex) a vlastního článkovaného těla (strobila). Na skolexu jsou umístěny přichycovací orgány – kruhové přísavky (Cyclophyllidea) nebo přísavné rýhy (tzv. botrie) u Pseudophyllidea. U řady kruhovek se nacházejí rovněž háčky nebo výsuvný chobotek. Tvar skolexu a charakter přichycovacích orgánů je druhově specifický. Skolex slouží k uchycení tasemnice ke sliznici střeva, z krčku hlavičky pučí nové segmenty (proglotidy) těla. Vlastní tělo je složeno z několika nebo mnoha článků (proglotid). Proglotidy jsou relativně pevně spojené, plochého tvaru, přičemž těsně za hlavičkou jsou menší a pohlavně nezralé, naopak na konci těla jsou články větší a pohlavně zralé. Existují tasemnice pouze s několika články (rod Echinococcus) o celkové délce několika milimetrů, anebo s velmi mnoho články (rod Taenia) o celkové délce těla až několik metrů. Zvláštní nečlánkované tělo, resp. tvořené jen jedním článkem, mají zástupci Caryophyllidea. Tasemnice jsou anaerobní (tzn. nepotřebují ke svému životu kyslík), potravu vstřebávají celým povrchem těla, vylučovací soustavu představují protonefridie tvořené plaménkovitými buňkami.

### Reprodukční soustava a vývojový cyklus

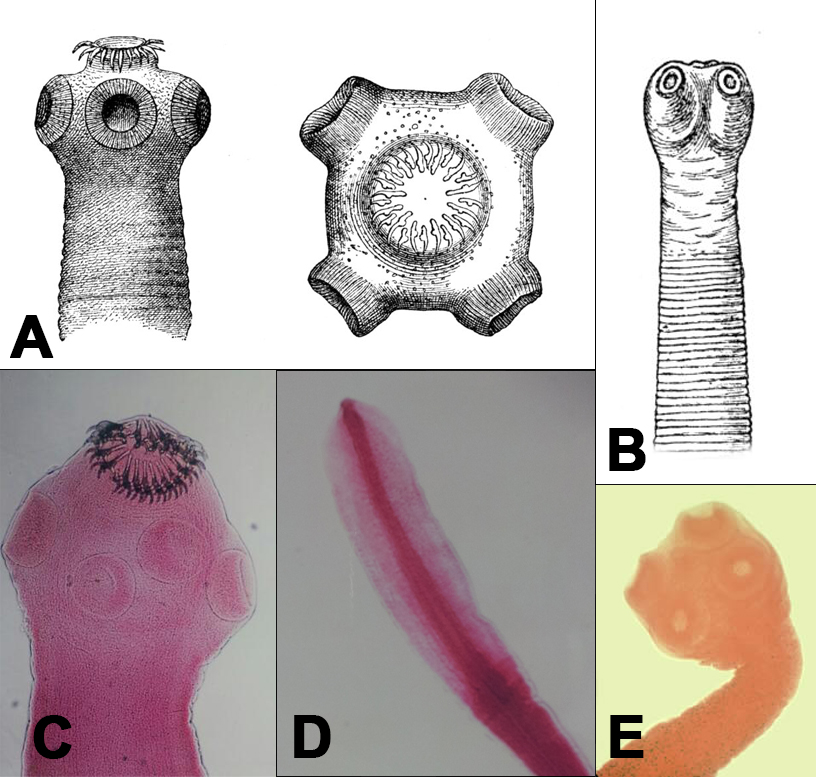
Příklady skolexů u tasemnice dlouhočlenné (A,C) a tasemnice bezbranné (B, E) a škulovce širokého (D)

Tasemnice jsou hermafrodité. Charakteristickým rysem tasemnic je, že každý článek představuje samostatnou reprodukční jednotku – obsahuje samčí i samičí pohlavní orgány. Ty jsou tvořeny varlaty, žloutkovými váčky, vaginou, dělohou. K oplození dochází buďto mezi různými články stejné tasemnice, nebo mezi dvěma tasemnicemi. Pohlavně zralé proglotidy na konci těla tasemnic obsahují v děloze již oplodněná vajíčka. U některých druhů tasemnic se vajíčka uvolňují skrze uterinní pór do lumen střeva hostitele. U jiných dochází k uvolnění celých kaudálních článků, které opouštějí spolu s trusem hostitele. Ještě v děloze nebo až ve vnějším prostředí se uvnitř vajíčka formuje larva (lykofóra nebo onkosféra). Larvy v mezihostiteli se označují jako metacestodi. Existuje celá řada morfologických typů larev. Až na některé výjimky nedochází u většiny larev tasemnic k asexuálnímu rozmnožování, což znamená, že z jednoho vajíčka se vyvine jen jedna larva v mezihostiteli. Ta dá vzniknout jedné dospělé tasemnici ve střevě definitivního hostitele. Výjimkou jsou tasemnice rodu Echinococcus, u kterých v larvocystách dochází k partenogenezi. V jedné larvocystě v mezihostiteli tak mohou vzniknout stovky až tisíce zárodků malých tasemnic – tzv. protoskolexů.
Tasemnice mají většinou 2, u několika druhů i 3 hostitele. Až na některé výjimky dochází k přenosu perorálně – tedy pozřením ústy. Vývojový cyklus tasemnic tak souvisí s potravním řetězcem hostitelů. 

## Parazitismus
Tasemnice jsou obligátní parazité obratlovců s různým stupněm hostitelské specificity. Některé druhy jsou specializované na jeden druh hostitele (např. tasemnice bezbranná cykluje výhradně mezi člověkem a turem domácím), jiné tasemnice se mohou uchytit u celé řady nepříbuzných hostitelů (škulovec u rybožravých savců). Řada tasemnic představuje významné patogeny z hlediska humánní i veterinární medicíny. U definitivního hostitele jsou tasemnice přisáté hlavičkou ke stěně střeva a živí se látkami střevního obsahu. Nezpůsobují tak prakticky žádnou výraznější imunitní odpověď v podobě zánětu, ani nijak nepoškozují tkáně hostitele. Naproti tomu larvální stádia tasemnic (boubel, larvocysta) v mezihostitelích se lokalizují v různých orgánech a mohou tak negativně působit jejich funkčnost v závislosti na typu tkáně a velikosti larváních cyst.

## Tasemnice u lidí
Několik druhů tasemnic může parazitovat u člověka. V případě dospělých tasemnic ve střevech (člověk jako definitivní hostitel), nejsou tasemnice pro člověka příliš patogenní. Nákaza je často bez příznaků nebo jen s lehkým průjmem či zažívacími potížemi (bolesti břicha, nevolnost). Naopak infekce larválními stádii tasemnic v orgánech (Echinococcus, Taenia solium) mohou skončit fatálně. Výskyt tasemnic u lidí v ČR je velmi sporadický. Mezi lety 2003–2012 byla u lidí v ČR nejčastěji diagnostikovaným druhem tasemnice bezbranná (okolo 5–35 případů ročně).
| Druh tasemnice         | Latinský název              | Mezihostitel                    | Definitivní hostitel               | Charakter infekce u člověka                                                                           | Rozšíření                                                    | Reference   |
| ---------------------- | --------------------------- | ------------------------------- | ---------------------------------- | --- | ------------------------------------------------------------ | ----------- |
| škulovec široký        | Dibothriocephalus latus     | 1. korýši, 2. ryby              | rybožraví savci, člověk*           | tasemnice ve střevech                                                                                 | kosmopolitní                                                 | [ 4 ]       |
|                        | Echinococcus canadensis     | přežvýkavci, prase, člověk*     | psovití (vlk, šakal)               | larvální cysty (hydatidy) v játrech, plicích nebo mozku                                               | kosmopolitní                                                 | [ 2 ] [ 5 ] |
| měchožil zhoubný       | Echinococcus granulosus     | ovce, koza, skot, člověk*       | psovití (pes, vlk, šakal)          | larvální cysty (hydatidy) v játrech a plicích                                                         | kosmopolitní                                                 | [ 2 ]       |
| měchožil bublinatý     | Echinococcus multilocularis | hlodavci (Arvicolinae), člověk* | liška obecná, liška polární, kojot | larvální mnohočetné cysty (alveokoky) v játrech                                                       | severní polokoule                                            | [ 2 ]       |
| tasemnice asijská      | Taenia asiatica             | prase, koza ??                  | člověk                             | tasemnice ve střevech                                                                                 | jihovýchodní Asie                                            | [ 6 ]       |
| tasemnice bezbranná    | Taenia saginata             | skot                            | člověk                             | tasemnice ve střevech                                                                                 | kosmopolitní                                                 | [ 7 ]       |
| tasemnice dlouhočlenná | Taenia solium               | prase, člověk*                  | člověk                             | tasemnice ve střevech (ténióza), larvy (cysticerky) v orgánech – mozek, svaly, podkoží (cysticerkóza) | kosmopolitní (s výjimkou vyspělých států a muslimských zemí) | [ 8 ]       |
| tasemnice dětská       | Hymenolepis nana            | hmyz, člověk                    | člověk, hlodavci                   | tasemnice ve střevech                                                                                 | kosmopolitní                                                 | [ 9 ]       |
| tasemnice krysí        | Hymenolepis diminuta        | hmyz                            | hlodavci (myš, krysa); člověk*     | tasemnice ve střevech                                                                                 | kosmopolitní                                                 | [ 10 ]      |

*člověk jako náhodný či atypický hostitel

## Tasemnice u zvířat

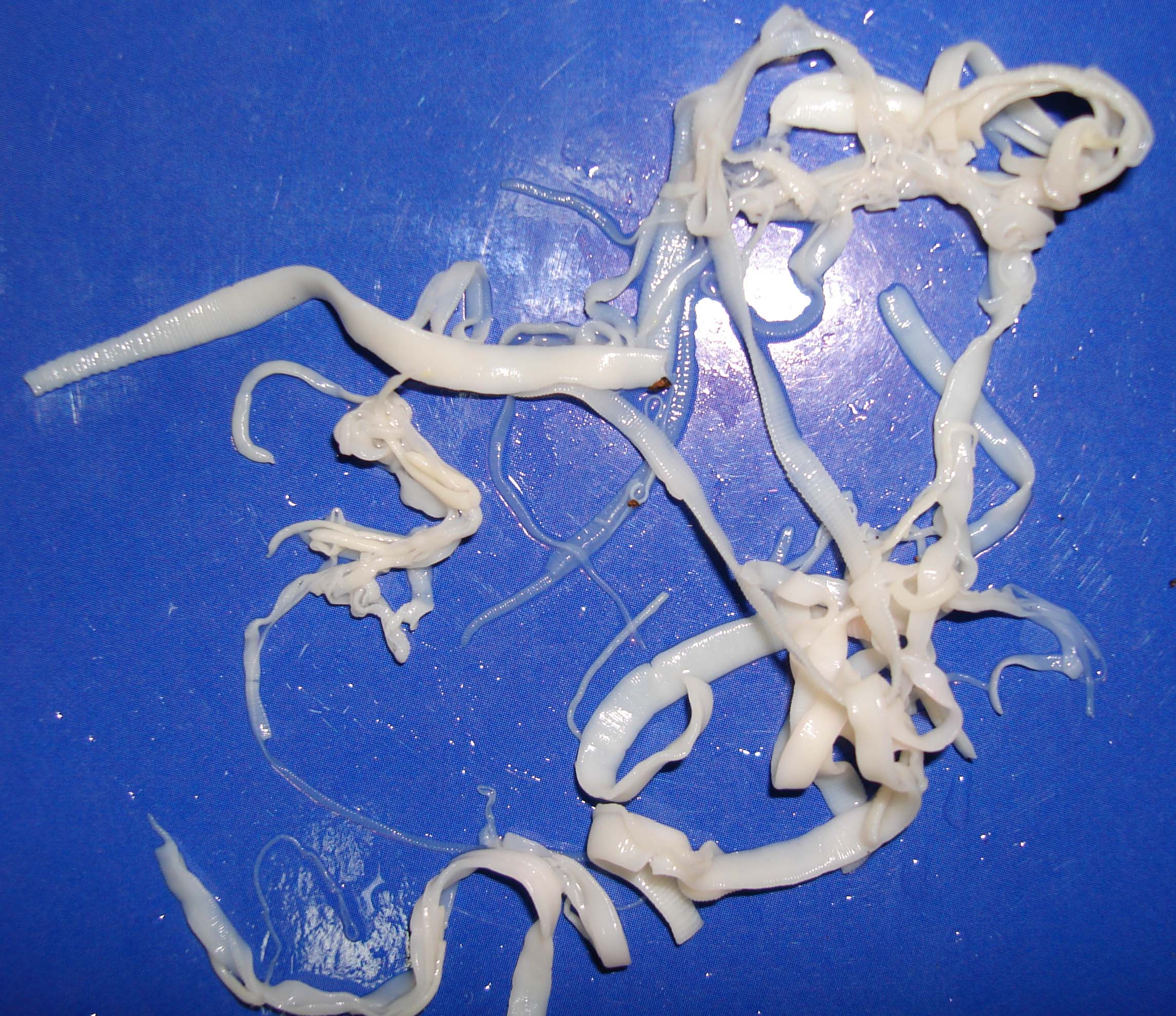
Dospělé tasemnice druhu Raillietina echinobothrida parazitující u drůbeže

Většina tasemnic představuje parazity sladkovodních a mořských ryb, paryb a dalších vodních organismů. Některé druhy jsou však významnými patogeny také suchozemských savců a ptáků, včetně domácích zvířat. Tasemnice rodu Taenia, Echinococcus nebo Hydatigera parazitují ve střevech psovitých, kočkovitých ale i jiných šelem, přičemž hlodavci, zajícovci a kopytníci slouží jako mezihostitelé. U rybožravých ptáků a savců se vyskytují zástupci šterbinovek rodu Dibothriocephalus. Jiné druhy tasemnic se vyvíjejí přes bezobratlé živočichy. Například dlouhé tasemnice Moniezia u přežvýkavců či Anoplocephala u koní se dostanou do hostitele pozřením volně žijících roztočů na pastvě. U psů a koček je známá tasemnice psí (Dipylidium caninum), kterou se nakazí pozřením blech či vší obsahující cysticerkoid. Rovněž hrabavá a vodní drůbež může mít tasemnice ve střevech (rod Raillietina nebo Davainea).